# Ultrà
Pour les articles homonymes, voir Ultra.
Pour plus de détails, voir Fiche technique et Distribution.
Ultrà  est un film italien réalisé par Ricky Tognazzi, sorti en 1991.

## Synopsis
Le film suit un groupe d'ultras romains venu à Turin voir leur équipe affronter la Juventus de Turin. À l'arrivée, ils sont caillassés par des supporters turinois.

## Fiche technique
- Titre : Ultrà
- Réalisation : Ricky Tognazzi
- Scénario : Simona Izzo, Graziano Diana, Ricky Tognazzi et Giuseppe Manfridi
- Musique : Antonello Venditti
- Photographie : Alessio Gelsini Torresi
- Montage : Carla Simoncelli
- Production : Claudio Bonivento
- Société de production : Numero Uno International et Rai 2
- Société de distribution : Filmauro (Italie)
- Pays :  Italie
- Genre : Drame
- Durée : 95 minutes
- Dates de sortie : 
  -  Italie : 1er mars 1991

## Distribution
- Claudio Amendola : Principe
- Ricky Memphis : Red
- Gianmarco Tognazzi : Ciafretta
- Giuppy Izzo : Cinzia
- Alessandro Tiberi : Fabietto
- Fabrizio Vidale : Smilzo
- Krum De Nicola : Morfino
- Antonello Morroni : Teschio
- Michele Camparino : Nerone
- Fabrizio Franceschi : Nazi
- Fabio Buttinelli : Mandrake
- Fabio Maraschi : Cobra
- Alessandro Amen : Ketchup
- Claudio Del Falco : Capo Drugo
- Bruno Del Turco : Patata
- Lorenzo Malatesta : Spino
- Michele Plastino : lui-même
- Simona Izzo : Une voyageuse

## Distinctions
Lors de la 36e cérémonie des David di Donatello, le film reçoit 8 nominations et remporte le David di Donatello du meilleur réalisateur (ex aequo avec Les Garçons de la rue de Marco Risi) et le David di Donatello du meilleur ingénieur du son (ex aequo avec Mediterraneo de Gabriele Salvatores).